# 乐园树素
乐园树素（英語：Glaucarubin）是一种从苦木科苦椿属热带灌木乐园树（非正式名，学名：Simarouba glauca）中产生苦木苦味素，常作为抗阿米巴原虫药剂使用。在化学上，其为一种具有苦味的内酯化合物，在植物体内为一种钾依赖型酸性氨基酸转运体，常见于植物神经系统中。

## 医学用途
乐园树素曾被用于测试溶组织内阿米巴感染引起的阿米巴痢疾治疗效果。在一次临床测试中，乐园树素展现出了70%治愈率的效果，而且不良反应发生率很低。在另一项比对研究中，接受乐园树素的患者复发率为12%，是接受碘化铋吐根碱患者的四倍。

## 毒性
乐园树素具有细胞毒性，因此曾被用于测试消灭癌细胞。虽然其能很好地消灭癌细胞，但正常细胞也会受其影响，包括淋巴系统以及血液循环系统等。